# Jan XI. Bekkos
Jan XI. Bekkos (řecky Ιωάννης ΙΑ΄ Βέκκος; kolem 1225 v Nikájském císařství - 1297 pevnost Hagios Georgios u Nikomédie) byl v letech 1275 až 1282 patriarcha Konstantinopole. Pracoval na opětném sjednocení řecké církve s papežstvím.

## Život
Jan se pravděpodobně narodil mezi lety 1230 a 1240 v Nikáji, vyhnanském sídle byzantského císaře a konstantinopolského patriarchy. V roce 1263 se poprvé zmiňuje jako chartofylax (archivář) Konstantinopolského patriarchátu. V roce 1270 pobýval u francouzského krále Ludvíka IX., aby jménem byzantského císaře Michaela VIII. vyjednal spojení západní a východní církve. V roce 1273 byl pro svůj odpor k plánované unii uvězněn. Když byl ve vězení, revidoval svůj postoj ke kontroverznímu filioque latinské církve: pokud je interpretováno v patristických termínech, nemusí být považováno za kacířské. Sám formulaci nepřevzal a s latinskými kněžími v Konstantinopoli nekoncelebroval.
Jan byl členem císařské byzantské delegace na koncilu v Lyonu v roce 1274, který se dohodl na spojení obou církví.
16. ledna 1275 byla dohoda vyhlášena v císařském chrámu v paláci Blachernae v Konstantinopoli. 2. června 1275 byl Jan Bekkos dosazen Michaelem VIII. jako nový konstantinopolský patriarcha za rezignovavšího Josefa I. Galesiota, odpůrce dosažené dohody. Patnáct dní po smrti císaře Michaela VIII., 26. prosince 1282, byl Jan z funkce patriarchy sesazen. Synody v letech 1279 a 1285 ho odsoudily jako kacíře na základě citátů z jeho polemických spisů na obranu unie. Zbytek života strávil v různých žalářích, kde pokračoval v psaní teologických a církevně politických spisů.
Jan zemřel v březnu 1297. Jeho závěť z roku 1294 dokládá, že na svých teologických pozicích setrval až do konce života.

## Vydání
- Johannes Bekkos: Opera. In: J.-P. Migne, Patrologia Graeca, svazek 141, s. 5-1030.